# Светофор
Светофор е железопътен термин, който означава светлинен семафор и на практика е наследник на жп семафор. Подвижна част е единствено капачето откъм нечелната/задна част от светофора (в гнездо защитени от вода са електрическа волфрамова нажежаема спирала капсулована в прозрачно стъкло, двойноизпъкнала леща, стъклен цветен филтър). Първоначално семафорите в България били изцяло механически, но след появата на електромеханическите централизации в някои от гарите, се появили и светофорите. Те приличат на светофар и служат за организация на движението, подобно на автомобилните, но дават доста повече показания от „червено, жълто и зелено“. След разпространението на релейните централизации в България, крилните семафори биват почти изцяло заменени със светофори. Към момента цялата железопътна мрежа на Република България, с изключение на теснолинейката Септември – Добринище, се обслужва от светофори. Подобно на семафорите, в България светофорите също биват входни, изходни, маневрени и дистанционни, но съществуват още проходни, прелезни и др.
Предимствата на светофорите са, че дават еднозначни и еднакви показания както денем, така и нощем, а освен това за сменянето на показанието не се изисква човешка сила, както при семафорите. Светофорите също се оказват по-лесни за експлоатация през зимата понеже нямат подвижни части (с изключение на подвижното капаче зад гнездото на всяка ел. сигнална лампа ползвано за проверката/смяната ѝ).

## Историческа справка
Първите известни светофори били в Парижкото метро, тъй като в тунелите няма как да се виждат формите и положенията на семафорите. Въпреки това, в този ранен етап от развитието на железниците, парижките светофори били не с електрически крушки, а с газови фенери, като сменянето на показанието се осъществявало от подвижни цветни стъкла, на принципа на семафорите. С появата и разпространението на електричеството, били разработени осигурителни устройства, които работели на електромеханически принцип със светофори с електрически крушки, вместо газови фенери. Оптиката също намерила широко приложение, тъй като светлината трябвало да се насочи към идващия влак и да бъде видима от спирачно разстояние.

## Светофорите в България
Въпреки че електромеханическите централизации (ЕМЦ) в България се появили още през 1932 г., двете гари – Своге и Костенец Баня, които били съоръжени с тях, работели със семафори, регулирани от електромотор. Две години по-късно, през 1934 г. БДЖ поръчва от Сименс 20 бр. ЕМЦ със светофори – първите по нашите земи. Двадесетте инсталации били монтирани на гари по линията Драгоман – Пловдив. Започват доставки от Унгария и Германия, като следващата масова е между 1941 и 1944 г. Инсталациите от нея се монтират по линията от Пловдив до Свиленград. До 1944 г. гарите с ЕМЦ били 32 на брой, 30 от които със светофори. След влизането в експлоатация и на доставените до 1944 г. немски ЕМЦ по линията до Свиленград, отделът по поддържане започва усвояване на производството на ЕМЦ и резервни части. През 1952 г. е монтирана първата българска електромеханическа централизация в гара Пловдив. В България светофорите навлизат сравнително късно и то предимно в южната част на железопътната мрежа, поради причината, че там е електроцентралата „Въча“, а в северните и по-отдалечени части на България по това време не е имало електричество в гарите. След разширяването на електрическата мрежа, през 1958 г. е инсталирана първата релейна централизация, внос от ГДР, в гара Илиянци, като по този начин се поставя началото на масово подменяне на механическите семафори със светофори. Започва и българско производство на релейни централизации. В гарите между Карлово и Илиянци, както и в по-големите гари са инсталирани руски релейни централизации. Производството на светофори се състои предимно в България до внасянето на руски и чешки конструкции. Въпреки това, производството на български светофори продължава, като се усвоява и чешкият тип конструкция. Последната гара, действала с механическа централизация е гара Радомир. От 2002 г. тя също е съоръжена с българска релейна централизация и светофори. С крилни семафори до момента са единствено част от гарите по теснолинейката: Варвара, Долене, Костандово, Цветино, Аврамово, Якоруда, Белица и Разлог. Всички останали гари от железопътната мрежа на Република България са съоръжени със светофори. Въпреки различните видове светофори, за всички важат 2 правила: Всеки неясен или съмнителен сигнал се счита за заповед за спиране, а основното положение на всички светофори е такова, че да означава преустановяване на движението.

## Видове светофори в България

### Светофори по обикновената сигнализация
Обикновената сигнализация е първата сигнализация със светофори, която се появява в България. Тя е базирана основно на нощните показания на крилните семафори, като изключение прави единствено предупредителният светофор. Обикновената сигнализация е опростена и дава информация за това дали влакът ще премине по главния коловоз, или по отклонението.

#### Входен светофор
Входните светофори се поставят на определено разстояние пред входните стрелки на гарата, като така я ограждат. Те се състоят от продълговата черна, четири- или петфарова табела, заоблена в краищата, поставена на мачта или стълб. На табелата са разположени от горе надолу фаровете: зелен, червен, червен (ползва се в случай, че другият изгори) и жълт. Под табелата, отделно, има изнесен още един фар, който е с луннобяла светлина. Входният светофор дава следните показания:
1. „Вход забранен“ – забранено е влакът да влиза в гарата. Показанието се подава с една червена светлина.
2. „Вход разрешен за главния коловоз“ – Разрешава се влизане в гарата и преминаване през стрелките с максимално допустимата за участъка скорост. Влакът ще бъде приет на главния коловоз. Поради липсата на информация за показанието на изходния светофор – готовност за спиране в гарата. Това показание се подава със зелена светлина.
3. „Вход разрешен за отклонителен коловоз“ – Разрешава се влизане в гарата и преминаване през стрелките със скорост до 40 км/ч. Влакът ще бъде приет на отклонителен коловоз. Готовност за спиране. Това показание се подава със зелена и жълта светлина.

|            | Вход забранен | Вход разрешен за главния коловоз | Вход разрешен за отклонителен коловоз |
| ---------- | ------------- | -------------------------------- | ------------------------------------- |
| Показание: |               |                                  |                                       |
| Ситуация:  |               |                                  |                                       |

#### Предупредителен светофор
Предупредителният светофор се поставя на спирачно разстояние (около 1000 м за нормални и 400 м за теснопътни линии) преди входния. Преди предупредителния светофор се поставят три предсветофорни указателя, на 100 м един от друг. Този вид светофори предупреждават машиниста за положението на входния, за да може при нужда влакът да намали скоростта си или да спре своевременно. Предупредителните светофори се състоят от черна квадратна табела със скосен под ъгъл 45 градуса горен ляв ъгъл. Ръбовете ѝ са заоблени. В долната част на табелата, един до друг са разположени два жълти фара. Над левия жълт фар е разположен зелен, а на 45° от хоризонталната му ос е разположен втори зелен фар, който същевременно е над десния жълт. Предупредителният светофор дава следните показания:
1. „Входният светофор е затворен.“ – Готовност за спиране. Това показание се подава с две жълти светлини, хоризонтално една до друга.
2. „Входният светофор е отворен за главен коловоз“ – Това показание се подава с двете зелени светлини.
3. „Входният светофор е отворен за отклонителен коловоз“ – Разрешено е движение с готовност скоростта да се намали до 40 км/ч. Това показание се подава от дясната жълта и лявата зелена светлина.

|            | Входният светофор е затворен | Входният светофор е отворен за главен коловоз | Входният светофор е отворен за отклонителен коловоз |
| ---------- | ---------------------------- | --------------------------------------------- | --------------------------------------------------- |
| Показание: |                              |                                               |                                                     |
| Ситуация:  |                              |                                               |                                                     |

#### Изходен светофор
Изходните светофори се поставят в края на коловозите в гарата и указват дали е разрешено заминаване на влак от гарата и при какви условия. Не е задължително дадена гара да има изходни сигнали. Съществуват и групови изходни, които важат за няколко или всички коловози. Те се поставят вдясно от групата коловози, за които важат. Изходният светофор по устройство прилича много на входния. Съществуват изходни светофори с два, три, четири и пет фара, като при някои има и добавен фар за поканителен сигнал под табелата. Не се разрешава заминаване на влак само по изходен сигнал, без заповед на дежурния ръководител, освен в определени гари, описани в специална ведомствена жп наредба. Изходните светофори дават следните показания:
1. „Изход забранен“ – Забранено е преминаването на светофора. Подава се с една червена светлина.
2. „Изход разрешен за главното направление“ – Разрешено е преминаването на светофора и стрелките с максимално допустимата за участъка скорост. Подава се с една зелена светлина.
3. „Изход разрешен за първото отклонение от главното направление“ – Разрешено е преминаването на светофора. През стрелките влакът трябва да премине със скорост до 40 км/ч. Маршрутът е подготвен за първото отклонение от главната линия. Показанието се подава с две зелени светлини.
4. „Изход разрешен за второто отклонение от главното направление“ – Разрешено е преминаването на светофора. През стрелките влакът трябва да премине със скорост до 40 км/ч. Маршрутът е подготвен за второто отклонение от главната линия. Показанието се подава с три зелени светлини.
5. „Изход разрешен за третото отклонение от главното направление“ – Разрешено е преминаването на светофора. През стрелките влакът трябва да премине със скорост до 40 км/ч. Маршрутът е подготвен за третото отклонение от главната линия. Показанието се подава с четири зелени светлини.

| Изход забранен | Изход разрешен за главното направление | Изход разрешен за първото отклонение | Изход разрешен за второто отклонение | Изход разрешен за третото отклонение |
| -------------- | -------------------------------------- | ------------------------------------ | ------------------------------------ | ------------------------------------ |
|                |                                        |                                      |                                      |                                      |
|                |                                        |                                      |                                      |                                      |

#### Комбиниран входен светофор
По обикновената сигнализация най-разпространените входни светофори са именно комбинираните. Те представляват обикновен входен светофор, под който е монтиран предупредителен, но за изходния. Така машинистът има указания и за показанието на изходния светофор. Гари с такива входни светофори са Червен бряг, Бов, Синдел, Комунари, Лозарево и пр.
|                                               | Изходният светофор е отворен за главното направление. | Изходният светофор е отворен за отклонението. | Изходният светофор е затворен. |
| --------------------------------------------- | ----------------------------------------------------- | --------------------------------------------- | ------------------------------ |
| Вход разрешен за главния коловоз.             |                                                       |                                               |                                |
| Вход разрешен за отклонителен коловоз.        |                                                       |                                               |                                |
| Спри! Забранено е преминаването на светофора. |                                                       |                                               |                                |

### Поканителен сигнал
На входните светофори и на някои от изходните светофори (без значение дали са по скоростната, или по обикновената сигнализация) се поставя допълнителен фар с луннобяла светлина, който може да дава поканителен сигнал. Това показание се подава с мигаща луннобяла светлина и означава, че е разрешено влизането/излизането на влака със скорост не по-голяма от 25 км/ч за нормални и 10 км/ч за теснопътни линии. Понякога червеният фар свети едновременно с мигащия бял. Поканителен сигнал се подава в случай на неизправност в осигурителната инсталация и се изисква задействането на пломбиран бутон. Късането на пломба се разрешава само при заповед от диспечера.
|  |  |

### Светофори по скоростната сигнализация
Скоростната сигнализация е разработена след като в някои страни са въведени различни стрелки, през чиито отклонения може да се преминава с различни скорости. Скоростната сигнализация има основи, които съдържат показания за спиране, максимална скорост, 40, 60, 80 и 100 км/ч, като при нея се използват различни цветове и форми на светлините, но значение оказва дори честотата на премигване на електрическата светлина. В зависимост от стрелките (т.е. коловозоразклоненията) налични в дадена жп администрация – тя подбира конкретно кои сигнали да използва. В България се използват сигнали за преминаване през стрелки в отклонение със скорост 40 км/ч или 100 км/ч, като това облекчава труда на дежурния ръководител жп движение от гледна точка на честотата на мигащите светлини, понеже тя не е от значение за тези ограничение на скоростта до 40 км/ч или пък до 100 км/ч. Светофорите по скоростната сигнализация имат две части, като при някои конструкции двете части са на отделни табели, а при други – на една цяла. Горната част на светофора се отнася за показанието на следващия такъв, а долната част е действителната заповед, която дава конкретният светофор. Въпреки че могат да се разглеждат отделно като входни и изходни, светофорите по скоростната сигнализация дават еднакви показания, без значение дали влакът влиза, или излиза от гарата. Съществуват както мачтови, така и приземни светофори. В зависимост от функцията, която светофорът изпълнява – не всички фарове могат да бъдат включени в подредбата на светлините му. В конфигурацията на жп светофор единствено зеления цветен филтър задължително винаги присъства, без значение дали се ползва, или не се използва.

#### Предупредителна част от светофора
Показанията на горната (предупредителната) част от входен или изходен светофор съвпадат с показанията на предупредителния светофор. Предупредителните светофори се поставят на спирачно разстояние (1000 м за нормални и 400 м за теснопътни линии) преди входния. Преди предупредителния светофор се поставят предсветофорни указатели. Дава 4 показания:
1. Следващият светофор е затворен. Подава се с една постоянно светеща жълта светлина, или е с изгасена светлина.
2. На следващия светофор – до 40 км/ч. Подава се с една мигаща жълта светлина.
3. На следващия светофор – до 100 км/ч. Подава се с една мигаща зелена светлина.
4. На следващия светофор – максимално допустимата за участъка скорост. Подава се с една непремигваща зелена светлина.

| Следващият светофор е затворен | На следващия светофор – до 40 км/ч | На следващия светофор – до 100 км/ч | На следващия светофор – максимално допустимата за участъка скорост |
| ------------------------------ | ---------------------------------- | ----------------------------------- | ------------------------------------------------------------------ |
|                                |                                    |                                     |                                                                    |

#### Основна част от светофора
Основната (долната) част на светофорите по скоростната сигнализация е задължително в комбинация с някое от показанията на предупредителната част. Основната част дава следните показания:
1. Забранено преминаването на светофора – подава се от една червена светлина или не свети нищо.
2. Разрешено преминаването на светофора със скорост до 40 км/ч – подава се с една жълта светлина.
3. Разрешено преминаването на светофора със скорост до 100 км/ч – подава се с една жълта светлина и една зелена, във формата на правоъгълник.
4. Разрешено преминаването на светофора с максимално допустимата за участъка скорост – долната част на табелата не свети.

| Забранено преминаването на светофора | Разрешено преминаването на светофора със скорост до 40 км/ч | Разрешено преминаването на светофора със скорост до 100 км/ч | Разрешено преминаването на светофора с максимално допустимата за участъка скорост |
| ------------------------------------ | ----------------------------------------------------------- | ------------------------------------------------------------ | --------------------------------------------------------------------------------- |
|                                      |                                                             |                                                              |                                                                                   |

#### Входни и изходни светофори по скоростната сигнализация
Комбинациите, които светофорите по скоростната сигнализация могат да предават са общо 13, получени чрез групиране на долната част от табелата с горната. Входните, както и някои от изходните светофори по скоростната сигнализация са снабдени с поканителен сигнал. Показанията на изходните светофори, които не служат за предупредителни на следващия светофор, важат само до преминаването на целия влак през стрелките на гарата. След това скоростта може да бъде увеличавана до максимално допустимата за участъка.
|                                                                                   | Следващият светофор е затворен | На следващия светофор - до 40 км/ч | На следващия светофор - до 100 км/ч | На следващия светофор – максимално допустимата за участъка скорост |
| --------------------------------------------------------------------------------- | ------------------------------ | ---------------------------------- | ----------------------------------- | ------------------------------------------------------------------ |
| Разрешено преминаването на светофора с максимално допустимата за участъка скорост |                                |                                    |                                     |                                                                    |
| Разрешено преминаването на светофора със скорост до 100 км/ч                      |                                |                                    |                                     |                                                                    |
| Разрешено преминаването на светофора със скорост до 40 км/ч                       |                                |                                    |                                     |                                                                    |
| Забранено преминаването на светофора                                              |                                |                                    |                                     |                                                                    |

#### Входни сигнали, подавани с маршрутни указатели
В по-големите гари примерно: София, Горна Оряховица, Карнобат, Пловдив под входните светофори са монтирани правоъгълни табели с множество малки бели фарове. Този вид табела се нарича маршрутен указател и указва къде ще бъде приет влакът. Входните светофори от този вид дават допълнителни 3 показания:
1. Влакът ще бъде приет в пътническия парк на гарата – маршрутният указател свети във формата на буквата „П“.
2. Влакът ще бъде приет в товарния парк на гарата – маршрутният указател свети във формата на буквата „Т“.
3. Влакът ще бъде приет на челен (глух) коловоз – маршрутният указател не свети. Пътническите влакове са длъжни да навлязат в първата гарова входна стрелка със скорост до 25 км/ч, а товарните – до 15 км/ч, с готовност за спиране преди неподвижния указател >>край на жп коловоз<<.

| Влакът ще бъде приет в пътническия парк на гарата. | Влакът ще бъде приет в товарния парк на гарата. | Влакът ще бъде приет на челен коловоз. |
| -------------------------------------------------- | ----------------------------------------------- | -------------------------------------- |
|                                                    |                                                 |                                        |

#### Други сигнали, които светофорите по скоростната сигнализация предават
Освен описаните 13 комбинации и поканителния сигнал, някои светофори по скоростната сигнализация могат да дават и други показания.
- Сигнал за откриване на задна дистанция – този сигнал се подава от обратния изходен светофор с мигаща червена светлина при влизане на влака в гарата. Означава, че влакът трябва да продължи още напред, защото не е открил задна дистанция и последния(те) вагон(и) може да е (може да са) още в стрелката (стрелките) или да е (да са) разположен в отсечката между дистанционния указател и края на жп стрелка. Такъв сигнал има напр. в гара Септември.
- Сигнал за даден изход – този сигнал се подава от монтиран светлинен индикатор на гърба на светофора в челни гари с къси коловози. Когато композицията е дълга и локомотивът е след изходния светофор, на гърба му при даден изход от предната страна, светва и маршрутния указател от задната страна във формата на буквата „И“. Такъв сигнал има в гара Варна.
- Сигнал за повреда в коловозната заетост – този сигнал се подава от входния светофор с три жълти светлини. С осигурителната инсталация е нареден маршрут и стрелките са заключени в правилното положение, но поради повреда коловозът се отчита като зает. Разрешава се влизане в гарата с повишено внимание и скорост до 25 км/ч.
- Сигнал за подготвен маневрен маршрут до следващия парк на гарата – този сигнал се подава от изходния светофор с три жълти светлини. Подготвен е маршрут до следващия парк на гарата, но маневрените светофори по пътя ще са в положение „маневра забранена“. С този сигнал се дава разрешение те да бъдат игнорирани.

- Сигнал за откриване на задна дистанция
- Сигнал за даден изход с маршрутен указател
- Сигнал за приемане на влак в гара с повредена коловозна заетост или за изпращане на маневрен състав до съседния парк

#### Проходни светофори
Някои от междугарията с автоблокировка са разделени на блок-участъци с цел по-голяма пропускателна способност. В началото на всеки блок-участък се поставя проходен светофор. Когато по линията ще пътуват влакове и в двете посоки, то проходните светофори са два, в двата края на блок-участъка, като единият е за влакове в едната посока, а другият е за влаковете в другата посока. При тези случаи, когато влакът/влаковете пътуват в едната посока, всички обратни светофори (за другата посока) не светят. Показанията, които дават проходните сигнали са 3:
1. „Спри! Забранено е преминаването на светофора.“ – подава се с една червена светлина. Блок-участъкът е зает.
2. „На този светофор – максимално допустимата скорост. На следващия светофор – максимално допустимата скорост.“ – подава се с една зелена светлина. Блок-участъкът е свободен, следващият също е свободен.
3. „На този светофор – максимално допустимата скорост. Следващият е затворен.“ – подава се с една жълта светлина. Блок-участъкът е свободен, но следващият е зает. Готовност за спиране.

В някои случаи се допуска монтиране на бяла светлина за поканителен сигнал на проходни семафори, които служат като входни на разделен пост.
| Спри! Забранено е преминаването на светофора.   | На този светофор - максимално допустимата скорост. На следващия светофор - максимално допустимата скорост. | На този светофор - максимално допустимата скорост. Следващият е затворен.                               |
| ----------------------------------------------- | --- | --- |
| Блок-участъкът пред влака е зает.               | Блок-участъкът пред влака е свободен. Следващият също е свободен.                                          | Блок-участъкът пред влака е свободен, но следващият е зает. Готовност за спиране на следващия светофор. |
|                                                 | | |
| Схема на светофорите в участък с автоблокировка | | |

#### Конструкции на светофорите по скоростната сигнализация
В зависимост от производителя, светофорите имат известни разлики в общия вид, въпреки че това няма пряко значение в показанията им. Те се разделят на няколко типа:
- Български тип – произвеждани в България. Те са с една цяла табела, заоблена в горния и долния край. Такива светофори са били и първите в България, монтирани през 1934 г. Този тип е най-разпространения и до днес.
- Съветски/руски тип – През 1972 г. са внесени руски централизации за гарите в участъка Илиянци – Кремиковци – Копривщица – Карлово, както и диспечерска централизация за същия участък. С инсталирането им са поставени светофори от по-нов тип с две отделни табели, заоблени в горния и долния край, разположени една под друга. С такива светофори са съоръжени и част от големите гари с руски релейни централизации.
- Чешки тип – използвани за първи път през 1987 г. в участъка София – Костенец – Пловдив. При тях всеки фар е отделен компонент, като желания вид на светофора се сглобява от нужните фарове и по един компонент без фар, с дъгообразен край в горната и в долната част на табелата. Впоследствие производството на светофори от този тип стартира и в България.
- Алкател – инсталирани в ремонтираните участъци по линията София – Свиленград. Имат една цяла табела, заоблена само в горните ѝ ъгли. Долният обикновено е скосен. За момента това е единствения тип светофори, който разполага с правоъгълен зелен фар.
- Приземни светофори – в някои от гарите, изходните светофори са приземни, за да не навлизат в габарита на съседния им жп коловоз. Те се състоят от две табели, разположени една до друга, монтирани на общ бетонен постамент. Показанията им са същите като на мачтовите изходни светофори.

|               | Предупредителни светофори                                                  | Проходни светофори                                                          | Входни светофори                                                           | Изходни светофори |
| ------------- | -------------------------------------------------------------------------- | --------------------------------------------------------------------------- | -------------------------------------------------------------------------- | ----------------- |
| Български тип |                                                                            |                                                                             |                                                                            |                   |
| Руски тип     |                                                                            |                                                                             |                                                                            |                   |
| Чешки тип     |                                                                            |                                                                             |                                                                            |                   |
| Алкател       |                                                                            | Ремонтираните участъци не са съоръжени с автоблокировка с проходни сигнали. |                                                                            |                   |
| Приземни      | Предупредителните, проходните и входните светофори нямат приземен вариант. | Предупредителните, проходните и входните светофори нямат приземен вариант.  | Предупредителните, проходните и входните светофори нямат приземен вариант. |                   |

### Маневрен светофор
В някои от гарите са монтирани маневрени светофори, които разрешават или забраняват маневра. Маневрените светофори биват едностранни и двустранни. Техните показания са в сила само за маневри. Возила, снабдени с документи за влак, игнорират показанията на маневрените светофори.

#### Едностранен
Едностранният маневрен светофор се състои от стълб или мачта и черна двуфарова табела със заострени горен и долен ръб. Той дава следните показания:
1. „Маневра забранена“ – подава се с една синя светлина.
2. „Маневра разрешена“ – подава се с една бяла светлина. Разрешава се придвижване до следващия маневрен светофор или най-много до обратния входен. Излизане от границите на гарата (преминаване на обратния входен светофор) не се разрешава.

#### Двустранен
Двустранният маневрен светофор се състои от две табели, еднакви с тези на едностранния, но монтирани на една мачта, с гръб една към друга. Той дава същите показания, но за двете посоки.

#### Приземен
Приземните маневрени светофори дават същите показания като останалите маневрени светофори. Част от тях дават и още едно, допълнително показание – две бели светлини, което означава „Маневра разрешена. Маршрутът е подготвен по свободен коловоз“.

#### Други случаи на маневрени светофори
- В някои гари се допуска синята светлина да бъде заменена с червена. При този случай всички возила, без значение влак или маневра, трябва да спрат при показание с червена светлина.
- В гари с маршрутизирани маневри изходните светофори са комбинирани с маневрени. За „Маневра забранена“ се използва червената светлина, а за „Маневра разрешена“ се монтира бяла.
- В гари с МРЦ (маршрутно-релейна централизация) или МКЦ (Маршрутно-компютърна централизация) с маршрутизирани маневри, обратните маневрени и изходни светофори, по които маневрата трябва да се върне, дават още едно показание с мигаща синя или червена светлина, което означава, че трябва да се продължи, докато съставът отстъпи стрелката при маневрения светофор и открие дистанция. Мигането престава, когато дистанцията бъде открита.
- Входните светофори на гари в участъци с автоблокировка с проходни светофори имат на гърба си монтиран фар, който свети с бяла светлина. При това показание се разрешава маневра най-много до обратния проходен светофор след входния. Когато бялата светлина не свети, подминаването на обратния входен светофор е забранено.

| Маневра забранена. | Маневра разрешена до следващия маневрен светофор или най-много до гърба на обратния входен. | Маневра разрешена. Маршрутът е подготвен по свободен коловоз. | Продължи до откриване на задна дистанция и спиране на мигането. | Разрешено е преминаването на обратния входен светофор от маневрата най-много до гърба на следващия обратен проходен светофор. |
| ------------------ | ------------------------------------------------------------------------------------------- | ------------------------------------------------------------- | --------------------------------------------------------------- | --- |
|                    |                                                                                             |                                                               |                                                                 | |

### Светофор в края на коловоза
В някои гари с челни коловози (напр. Видин), вместо указател, в края на коловоза се поставя двуфаров светофор. В основното си положение той свети червено, указвайки края на коловоза, а когато се даде разрешение за маневра, с която влакът да излезе от челния коловоз (назад), показанието е с бяла светлина.
| Спри! Край на коловоза. | Маневра разрешена за излизане от коловоза. Придвижване назад. |
| ----------------------- | ------------------------------------------------------------- |
|                         |                                                               |

### Гърбичен светофор
В големите разпределителни гари, където се композират и разпускат много товарни влакове, има повдигнат насип, върху който са положени релсите, наречен „гърбица“. Гърбиците се намират в сортировъчните паркове на разпределителните гари и през тях се разпускат и преработват влаковете. Композицията се изтегля по изтеглителен коловоз, като последният вагон е към гърбицата, след което локомотивът започва да бута към нея. Служител разкача вагоните в движение и те се спускат от гърбицата на собствен ход до отредения им в сортировъчния парк коловоз. Този вид съоръжения цели по-голяма пропускателна способност. Бутането на разкачени вагони (лашкане) крие доста опасности. Ето защо са създадени гърбичните светофори, чиито сигнали зависят от това колко е пълен коловоза, през колко отклонения на стрелките ще премине вагона/групата вагони, през колко от вагонозадържателите, които редуцират скоростта на спуснатите по гърбицата вагони/групи вагони ще премине, както и вида, товара и теглото на самия вагон. До изтеглителния коловоз на определено разстояние се поставят и повторители на гърбичните семафори, които дават същите показания. В гари с МРЦ и ГАЦ (гърбична автоматична централизация) се монтират и повторители в средата на коловозите на приемния парк, който има известни различия. Гърбичният светофор и неговите повторители се състоят от черна табела с три или четири фара и светлинен индикатор, монтирани на мачта, и дават следните показания:
1. „Спри! Забранено е преминаването на светофора“ – подава се с една червена светлина.
2. „Бутай с 3 км/ч“ – подава се с една жълта светлина.
3. „Бутай с 5 км/ч“ – подава се с една жълта и една зелена светлина.
4. „Бутай със 7 км/ч“ – подава се с една зелена светлина.
5. „Назад! Издърпай вагоните от гърбицата“ – подава се с една червена светлина и буквата „Н“ на светлинния индикатор. Командата се изпълнява до изгасването на индикатора с „Н“.
6. „Разрешено слизането в подгърбичния парк“ – подава се с една бяла светлина. Този сигнал се среща само в гарите с МРЦ и ГАЦ.

Повторителите, които не са на изтеглителния, а в средата на коловозите в приемния парк, повтарят показанията за бутане, но основното им положение е с една бяла светлина. При нареден маршрут за вход на приемния коловоз, повторителят свети в синьо.
| Спри бутането!                         | Бутай с 3 км/ч.                          | Бутай с 5 км/ч. | Бутай със 7 км/ч.                                |
| -------------------------------------- | ---------------------------------------- | --------------- | ------------------------------------------------ |
|                                        |                                          |                 |                                                  |
|                                        |                                          |                 |                                                  |
| Назад! Издърпай вагоните от гърбицата. | Разрешено слизането в подгърбичния парк. |                 | Повторител, поставен на коловоз в приемния парк. |
|                                        |                                          |                 |                                                  |

### Светофор в края на приемен коловоз
В някои гари има коловози, които служат само като приемни от едната посока, но не и като отправни за същата. Т.е. Влаковете могат да влизат в коловоза от едната страна, но не могат да излизат от нея. В тези случаи се поставя приземен светофор с една червена светлина като изходен за тази страна. Когато гарата е с МРЦ или МКЦ с маршрутизирани маневри, на светофора се монтира и бяла светлина, която важи за маневра, разрешаваща излизане от коловоза.
| Спри! Забранено е преминаването на светофора. | Маневра разрешена за излизане от приемния коловоз. |
| --------------------------------------------- | -------------------------------------------------- |
|                                               |                                                    |

### Заградителен светофор
При пресичане на 2 железопътни линии (вкл. с трамвайни) на едно ниво се поставят заградителни светофори от двете страни на пресичането. Те са двуфарови и дават две показания:
1. „Спри! Забранено е преминаването на светофора.“ – една червена светлина.
2. „Разрешено е преминаването с максимално допустимата за участъка скорост.“ – една зелена светлина.

На спирачно разстояние (около 1 км за нормални и 400 м за теснопътни линии) пред заградителен светофор се поставя предупредителен светофор, който изглежда по подобен начин на предупредителния по скоростната сигнализация.
| Спри! Забранено е преминаването на светофора. | Разрешено е преминаването с максимално допустимата за участъка скорост. | Ситуация: |
| --------------------------------------------- | ----------------------------------------------------------------------- | --------- |
|                                               |                                                                         |           |

### Повторителен светофор
Част от гарите се намират в крива и често пътническите влакове, спиращи в средата на коловоза, където е перонът, нямат видимост към изходния светофор. При такива случаи се поставя повторителен светофор, който показва дали изходният е отворен или не. Повторителният светофор се състои от една черна, квадратна табела, обърната с единия ъгъл надолу. Тя може да бъде както високо – на мачта, така и ниско – на фундамент. На табелата има една зелена светлина, когато изходният светофор е отворен, и не се осветява, когато изходният светофор е затворен. Товарните влакове обикновено подминават повторителния светофор и се изтеглят до изходния, тъй като те не спират на перона на гарата.
| Изходният светофор е затворен. | Изходният светофор е отворен. Готовност за намаляване на скоростта до 40 км/ч. |
| ------------------------------ | ------------------------------------------------------------------------------ |
|                                |                                                                                |

### Предпрелезен светофор
В участъците без автоблокировка с проходни сигнали се поставят предпрелезни светофори на спирачно разстояние (около 1 км за нормални и 400 м за теснопътни линии) преди прелез с АПУ (автоматично прелезно устройство). Преди светофора се поставят специални предсветофорни указатели. Предпрелезният светофор се състои от една черна правоъгълна табела, в чийто горен край има бял фар. Когато АПУ е задействано и бариерите са спуснати, белият фар мига, а когато бариерите не са спуснати и прелезът не е редовно задействан, светофорът свети с постоянна бяла светлина или не свети. При незадействано АПУ влакът трябва да намали скоростта си до 15 км/ч непосредствено преди прелеза, подавайки звуков сигнал „Внимание“. Предпрелезните светофори могат да бъдат както мачтови, така и приземни. В някои случаи се допуска 2 или повече прелеза на малък интервал да се обслужват от един светофор. Тогава под него се поставя бяла табелка с броя на прелезите, за които сигналът важи.
| Прелезът не е редовно задействан и през него трябва да се премине с 15 км/ч. Готовност за спиране. | Прелезът е редовно задействан и бариерите са спуснати. Разрешено е преминаването с максимално допустимата за участъка скорост. |
| -------------------------------------------------------------------------------------------------- | --- |
| | |

### Прелезен светофор
В участъци с автоблокировка с проходни сигнали, на 50 м. преди прелез с АПУ, се поставя прелезен светофор. Той прилича на повторителния, но не свети, когато прелезът е задействан, а когато не е задействан, се осветява с една червена светлина. В случай, че предишният проходен светофор е на по-голямо от спирачното разстояние, той е предупредителен и за прелезния. Т.е. ако прелезният светофор свети червено, предишният проходен свети жълто. Когато предишният проходен е на по-малко от спирачното разстояние, то той подава показанията и на прелезния светофор. Т.е. Ако прелезният светофор свети червено, предишният проходен също свети червено, а този преди него – жълто.
| Спри! Забранено е преминаването на светофора. | Прелезът е редовно задействан. Разрешено преминаването с максимално допустимата за участъка скорост. |
| --------------------------------------------- | --- |
|                                               | |

### Закръстосан светофор
| При ремонт на осигурителните техники в гарите или други подобни ситуации се налага временно или постоянно изолиране на даден светофор. Тогава върху него се поставят неподвижно две кръстосани бели летви. Показанието на закръстосания светофор не се зачита от машинистите. |

### Стари показания, подавани от светофорите

#### Старо показание „Вход в отклонение“
| До 1962 г. входните светофори по българските железници били единствено по обикновената сигнализация, но имали още едно различие: в отклонение се влизало с 20 км/ч, а не с 40, както е сега. Това показание се осветявало с две зелени светлини на входния светофор. Освен това старите входни светофори имали само 3 фара, тъй като в кутията за червената светлина имало малка контролна крушка, която се включва в случай, че основната прегори. |

#### Стар поканителен сигнал
| В миналото поканителният сигнал бил подобен на сегашния, с единствената разлика, че не мигал. Това създавало известни проблеми, тъй като ако се счупело цветно стъкло на някой от другите фарове, то това показание е можело да бъде разчетено като поканителен сигнал. |

#### Стари показания на входни и изходни светофори с маршрутен указател
| - В някои от гарите (напр. Враца) се използват комбинирани изходни светофори. Те се поставят не на всеки коловоз, а вдясно от всичките, за които важат. В миналото светофорите от този тип са имали светлинен индикатор, показващ номера на коловоза, за който се отнася показанието. Днес индикаторите са премахнати, а заминаването от гари с подобни изходни светофори става задължително по заповед от дежурния ръководител. - В по-големи гари на входните светофори са инсталирани маршрутни указатели, посочващи буквата „Т“ или „П“, но в миналото те са изписвали номера на коловоза, на който влакът ще бъде приет. |

### Стари светофори, изведени от експлоатация

#### Предупредителен прелезен светофор
Тъй като в миналото прелезният светофор се е използвал за всички АПУ (преди навлизането на предпрелезния и автоблокировката с проходни сигнали), на спирачно разстояние пред него (около 1000 м за нормални и 400 м за теснопътни линии) се е поставял предупредителен прелезен светофор, който има същата форма като прелезния, но свети с жълта светлина и подава следните показания:
1. „Прелезният светофор е затворен. Готовност за спиране“ – една жълта светлина.
2. „Прелезният светофор е отворен.“ – светофорът не свети.

| Прелезният светофор е затворен | Прелезният светофор е отворен |
| ------------------------------ | ----------------------------- |
|                                |                               |

#### Охранителен светофор
При преминаване на влакове, обслужвани от парни локомотиви, през дълги тунели видимостта вътре силно намалявала заради гъстия пушек и пара, които парният локомотив оставя. Затова на по-дългите тунели, които не могат да се проветряват естествено, се поставяли метални врати – завеси, а вътре се изграждала вентилационна система от по-малки тунелчета, която да отвежда пушека навън. Такива са например тунелите „Козница“ (5812 м) и „Гълъбец“ (3034 м). На 250 м. преди тунел с вентилация се поставя охранителен светофор. Той се състои от правоъгълна табела с червена и зелена светлина и дава 2 показания:
1. „Завесата е спусната“ – една червена светлина.
2. „Завесата е вдигната“ – една зелена светлина.

| Завесата е спусната | Завесата е вдигната |
| ------------------- | ------------------- |
|                     |                     |

#### Предтунелен светофор
Когато тунел с вентилация се намира в участък с автоблокировка с проходни сигнали, то вместо охранителен светофор се поставя предтунелен, който е непосредствено пред входа на тунела. Той прилича на прелезния светофор и е обвързан с проходните сигнали по същия начин. Дава 2 показания:
1. „Завесата е спусната“ – една червена светлина.
2. „Завесата е вдигната“ – светофорът не свети.

След спирането на парните локомотиви от движение, се премахват и завесите в тунелите, поради което горните два светофора отпадат.
| Завесата е спусната | Завесата е вдигната |
| ------------------- | ------------------- |
|                     |                     |

#### Изходен маршрутен указател
Тъй като при обикновената сигнализация изходните светофори, поставени във възлови гари, дават информация в кое направление ще замине влакът, а светофорите по скоростната сигнализация нямат това предимство, в гари по скоростната сигнализация с няколко направления били монтирани при изходните стрелки маршрутни указатели. Те представляват многолампов индикатор, подобен на този на останалите светофори. Дава 3 показания:
1. „Маршрутът е подготвен за основното направление“ – лампите светят във формата на вертикална линия.
2. „Маршрутът е подготвен за ляво отклонение“ – лампите светят във формата на „\“.
3. „Маршрутът е подготвен за дясно отклонение“ – лампите светят във формата на „/“.

| Маршрутът е подготвен за ляво отклонение | Маршрутът е подготвен за основното направление | Маршрутът е подготвен за дясно отклонение |
| ---------------------------------------- | ---------------------------------------------- | ----------------------------------------- |
|                                          |                                                |                                           |

#### Гърбичен светофор
Първите появили се в България гърбични светофори били коренно различни от познатите ни днес. Те се състоят от осмоъгълна табела, боядисана в синьо, с бял контур по краищата, за да се отличава от околната среда. Табелата има в средата четири светлини, образуващи квадрат с ъгъла надолу, а освен тях още 2 по хоризонтала, 2 по вертикала и 2 под 45°. Табелата е поставена на мачта, висока между 10 и 12 метра, боядисана през 80 – 100 см на ивици в синьо и бяло. Старият гърбичен светофор подава 3 показания:
1. „Спри бутането“ – светят четирите светлини в средата и двете хоризонтални.
2. „Бутай с 2 – 3 км/ч“ – светят четирите светлини в средата и двете под 45°.
3. „Бутай с 5 – 6 км/ч“ – светят четирите светлини в средата и двете вертикални.

Този семафор не бил свързан с ГАЦ, а се управлявал от извършващия маневрата, който подавал командите от кула върху гърбицата. Поради тази причина няма показания за издърпване на вагоните или слизане в подгърбичния парк. Тези маневри са се извършвали с ръчно подавани сигнали от маневристите.
| Спри бутането | Бутай с 2 – 3 км/ч | Бутай с 5 – 6 км/ч |
| ------------- | ------------------ | ------------------ |
|               |                    |                    |

## Галерия
- Входен светофор по скоростната сигнализация от руски тип на гара Захарна фабрика.
- Входен светофор по скоростната сигнализация от руски тип на гара Захарна фабрика.
- Изходни светофори по скоростната сигнализация от руски тип на гара София. В далечината се виждат и приземни маневрени светофори.
- Единственият в България изходен светофор, разположен вляво от коловоза – светофор Н1 в гара Горна Оряховица. Светофорът е с българска конструкция, по обикновената сигнализация.
- Изходен светофор Н13 от чешки тип по скоростната сигнализация в гара Пловдив.
- Изходни светофори по скоростната сигнализация Н14 (приземен) и Н15 (чешки мачтов) в гара Пловдив.
- Изходни светофори по скоростната сигнализация в гара Пловдив, източна гърловина.
- Изходен светофор Ч2 по скоростната сигнализация от тип Алкател в гара Пазарджик, поставен след ремонта на отсечката Пловдив – Септември.
- Изходен светофор Ч5 по скоростната сигнализация от тип Алкател в гара Пазарджик, поставен след ремонта на отсечката Пловдив – Септември.
- Маневрен светофор М41 от тип Алкател в гара Пазарджик, поставен след ремонта на отсечката Пловдив – Септември.
- Електрически шкаф зад приземен маневрен светофор М41 в гара Пазарджик.
- Изходен светофор по обикновената сигнализация на гара Дъбово, източна гърловина. Показанието с 2 зелени светлини е за направление Горна Оряховица.
- Входен светофор по скоростната сигнализация на гара Радунци, страна Дъбово. Показание за разрешено преминаване с до 40 км/ч, и готовност за спиране на следващия светофор.
- Входен светофор по обикновената сигнализация на гара Сливен.
- Входен светофор на гара Пионер, детска железница Пловдив.
- Предупредителен светофор по скоростната сигнализация от български тип на гара Велинград.
- Предупредителен светофор по скоростната сигнализация от чешки тип на гара Баня.
- Предупредителен светофор по обикновената сигнализация на гара Долна махала.
- Приземен изходен светофор на гара Хисар.
- Мачтов маневрен светофор от руски тип, България.
- Проходен светофор в междугарието Белово – Костенец, път 2, който същевременно е и предупредителен за входния на гара Костенец.
- Проходен светофор в междугарието Ихтиман – Костенец, път 2.
- Табелата на демонтиран светофор от линията в ж.к. Хр. Смирненски, Пловдив.
- Немски гърбичен светофор, много подобен на старите български.
- Светофор в Русия.
- Приземен светофор, Русия.
- Входен светофор, Русия.
- Входен светофор, Русия.
- Входни светофори, Русия.
- Редовен и закръстосан входен светофор, Русия.
- Изходен светофор, Чехия.
- Входен или изходен светофор, Чехия.